# Antonio Lamela Martínez
Antonio Lamela Martínez (Madrid, 18 de desembre de 1926 - Madrid, 1 d'abril de 2017) fou un arquitecte espanyol.

## Biografia
Es llicencià en arquitectura el 1954 per la Escola Tècnica Superior d'Arquitectura de Madrid, i cinc anys més tard llegí la tesi sobre urbanisme. Va ser membre del Col·legi Oficial d'Arquitectes de Madrid i vicedegà de 1956 fins a 1960 i fundador de diverses fundacions i instituts relacionats amb l'estudi i la promoció de l'arquitectura i la tecnologia.
Com a docent va ser professor de 1971 a 1976 a la Universitat Internacional Menéndez Pelayo de Santander i l'any 1973 a la Escola Tècnica Superior d'Arquitectura de Barcelona. El mateix any de la llicenciatura va fundar el seu estudi, l'Estudio Lamela, encara vigent i presidit pel seu fill Antonio, i va rebre diversos premis per les seves obres. Durant els seus inicis va destacar per ser pioner en l'arquitectura de boom turístic dels seixanta, i així diversos edificis representatius d'aquest període a Mallorca són obra de Lamela, molts al Passeig Marítim de la ciutat.
Es casà amb Rosario Vargas Ruiz, amb la qual va tenir quatre fills.

## Obra
Lamela s'especialitzà en l'arquitectura turística dels anys seixanta, durant el desarrollismo franquista, quan l'estat espanyol s'obrí al turisme europeu i es començà a urbanitzar tota la costa. En general, aquest tipus d'obres modernament són jutjades negativament, atès que tenen un gran impacte paisatgístic i comportaren un gran canvi en la fesomia de la vorera de mar de les zones afectades pel boom; no obstant això, els seus edificis estan concebuts de manera racional i molt funcional, i també amb una clara intenció estètica i harmònica que si no és jutjada positivament és pel canvi que hi ha hagut amb els anys, car abans hom valorava més la modernitat i actualment l'harmonia amb el paisatge.

### Projectes més rellevants
Projectes realitzats personalment i com a director de l'Estudio Lamela:
- 1961-64. Apartaments Roca Marina (Calvià)[3]
- 1961-64. Edifici La Caleta (Palma)[3]
- 1963. Edifici Sol (Palma)[3]
- 1963-67. Hotel Meliá Princesa (Madrid)[1]
- 1964. Edifici La Caleta (Palma)[3]
- 1967-74. Torres de Colón (Madrid)[1]
- 1969. Ordenació urbanística de la Plaza de Colón[1]
- 1968. Reforma de la sala de festes Tito's (Palma)[2]
- 1973-77. Edifici La Pirámide (Madrid)[1]
- 1988-93. Remodelació de l'Estadi Santiago Bernabéu (Madrid)[1]
- 1999. Estadi de Son Moix (Palma)[2]
- 2000-15. Nova terminal de l'Aeroport Internacional de Varsòvia[1]
- 1998-06. Terminal T4 de l'Aeroport de Barajas (Madrid)[1]